# Abagaitu
Abagaitu (chinês: 阿巴該圖洲渚, pinyin: Ābāgāitú Zhōuzhǔ; em russo:  Большой остров, Bolshoy Ostrov) é uma ilha fluvial no rio Argun que é dividida entre a República Popular da China (Região Autónoma da Mongólia Interior) e a Federação Russa (no antigo Oblast de Chita, hoje krai de Zabaykalsky). Tem uma área total de cerca de 58 km².
A ilha foi ocupada pela então União Soviética em 1929, uma medida não aceite pela China, o que resultou numa disputa fronteiriça que durou mais de setenta anos.
Em 14 de outubro de 2004 foi assinado o Acordo Complementar entre a República Popular da China e a Federação Russa sobre a parte oriental da fronteira China-Rússia, no qual a Rússia aceitou ceder o controlo sobre uma parte de Abagaitu. Em 2005, a Duma russa e o Congresso Nacional do Povo da China aprovaram o acordo.